# Ножай-Юртовський район
Ножай-Юртовський район (чеч. Нажи-Йуьртан кӀошт, рос. Ножай-Юртовский район) - адміністративна одиниця у складі Чеченської республіки Російської Федерації. Адміністративний центр - село Ножай-Юрт.
Район утворений 1944 року. Населення становить 53 821 осіб. Площа - 629 км². У районі 53 населених пункти, які підпорядковані 22 сільським адміністрація.

## Населення
За даними Всеросійського перепису населення 2010 року:
| Національність             | Чисельність, осіб | Відсоток від всього населення, % |
| -------------------------- | ----------------- | -------------------------------- |
| чеченці                    | 48 384            | 97,85 %                          |
| росіяни                    | 344               | 0,70 %                           |
| аварці                     | 229               | 0,46 %                           |
| кумики                     | 98                | 0,20 %                           |
| інші                       | 272               | 0,55 %                           |
| не вказали або відмовилися | 118               | 0,24 %                           |
| всього                     | 49 445            | 100,00 %                         |